# Editio typica
L'editio typica (dal latino: " edizione tipica") è una tipologia testuale utilizzata dalla Chiesa cattolica come testo di partenza ufficiale di un particolare documento. Ordinariamente, è scritta nella lingua latina ecclesiastica, che, insieme al francese, è un delle due lingue ufficiali della Chiesa. L'editio typica viene poi tradotta nelle lingue vernacolari.
L'editio typica equivale all'editio Romana per i testi non liturgici, come il Corpus Iuris Canonici.
In caso di dubbi interpretativi, presunti errori e differenze di significato tra l'editio typica e le traduzioni altre lingue, prevale e fa fede esclusivamente il testo redatto nella lingua ufficiale della Chiesa. Ciò vale anche se sia l'editio typica che la traduzione hanno entrambe l'imprimatur di un'autorità episcopale, come il Papa o una conferenza episcopale nazionale.
Da quando il Concilio Vaticano II ha consentito l'uso della lingue vernacolari per la celebrazione della Santa Messa, le traduzioni in volgare sono state effettuate utilizzando le editiones typicae del Missale Romanum, del Rituale Romanum, del Pontificale Romanum e della Liturgia Horarum.

## Procedura

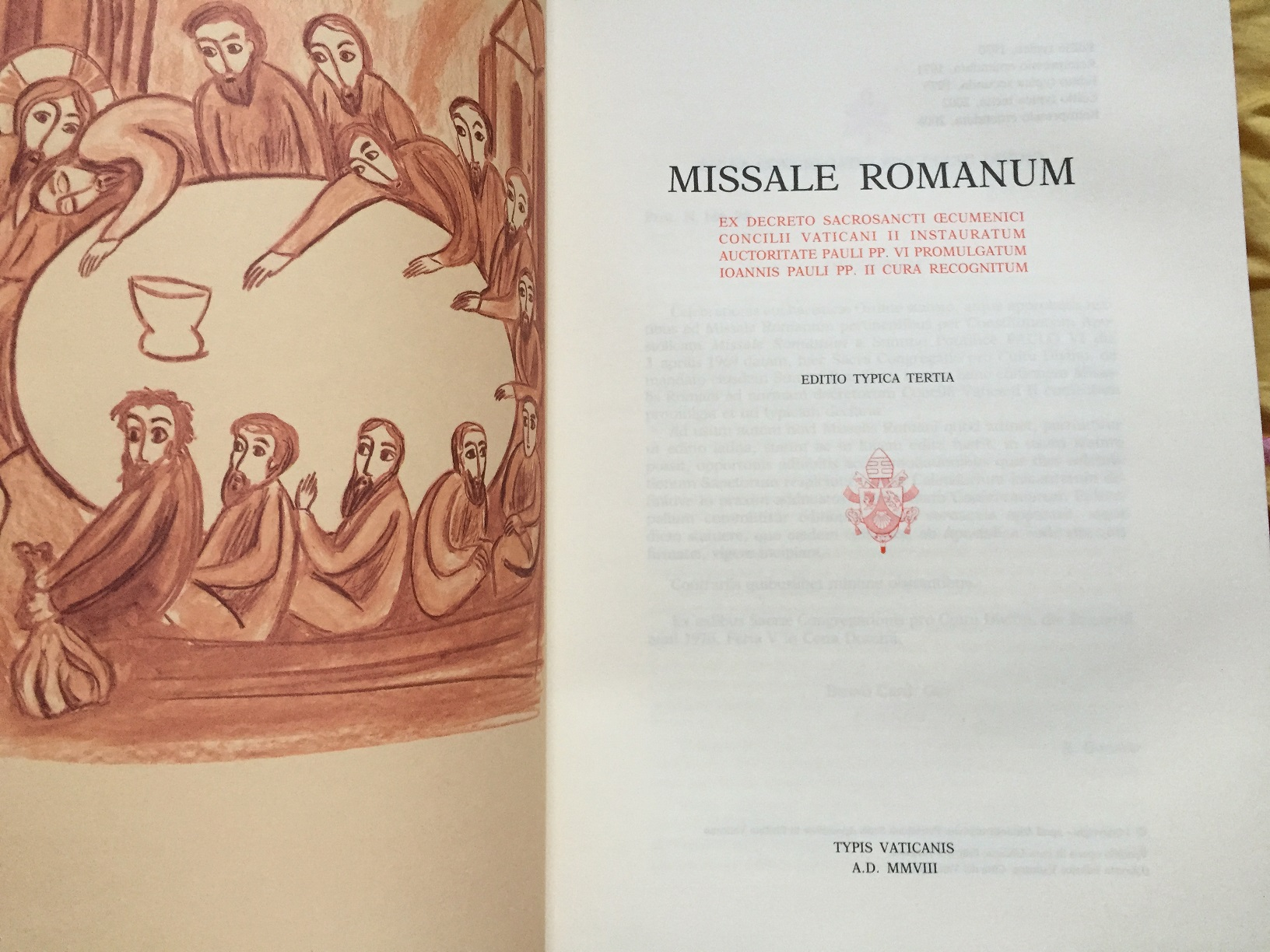
Frontespizio del Messale Romano del 2008: è visibile la scritta editio typica tertia (terza edizione tipica).

Le edizioni tipiche sono pubblicate dalla Santa Sede, sovente in latino. Esse sono il modello di riferimento per le traduzioni autorizzate dalle diverse conferenze episcopali nazionali.  
Le traduzioni in italiano sono pubblicate dalla Libreria Editrice Vaticana. 
Le traduzioni e riedizioni dei libri liturgici devono includere una dichiarazione di conformità all'edizione tipica.

## Esempi di edizioni tipiche
Di alcuni documenti, riportati nelle sezioni seguenti, possono coesistere molteplici edizioni tipiche in lingua latina ecclesiastica, precedenti e/o successive al Concilio Vaticano II. 

### Messale Romano

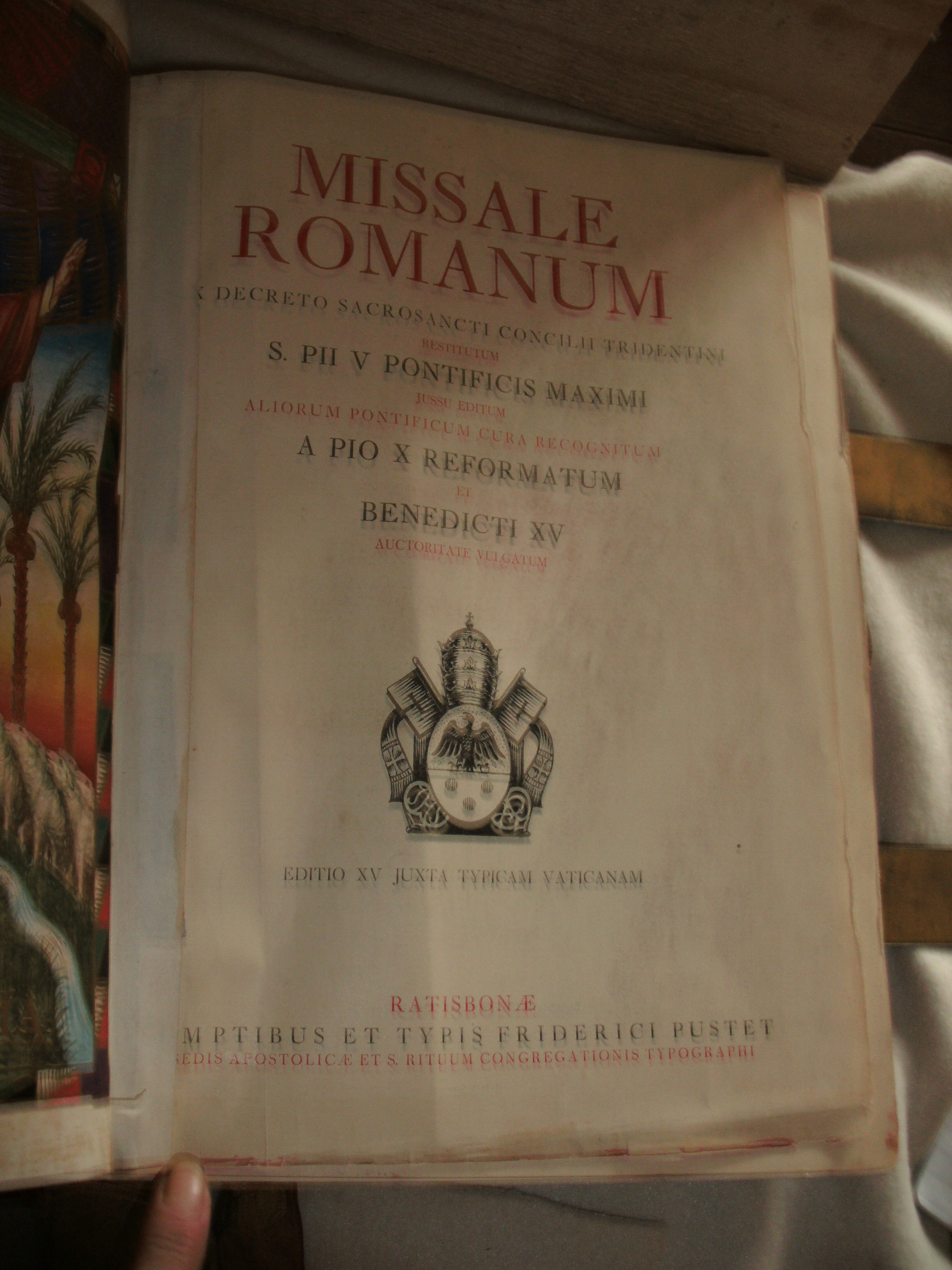
Messale romano della prima metà del XX secolo, nel quale è visibile la dicitura editio XV juxta typicam Vaticanam (quindicesima edizione per i tipi vaticani)

- Missale Romanum del 1962: l'ultima edizione autorizzata dalla Santa Sede prima del Concilio Vaticano II, utilizzato dalla maggior parte dei cattolici tradizionalisti (forma straordinaria del rito romano)[1];
- Missale Romanum del 2002 – terza edizione tipica, tenendo che recepisce le riforme introdotte dopo il Concilio Vaticano II (forma ordinaria del rito romano).[2]

### Liturgia delle ore
- Breviarium Romanum (1949, in quattro volumi) – edizione tipica pubblicata dopo l'introduzione del Psalterium Pianum nella liturgia[3];
- Liturgia Horarum (1985, in quattro volumi) – edizione tipica pubblicata dopo l'introduzione della Nova Vulgata nella liturgia.[4][5]

### Liturgie corali
- Graduale Romanum (1908) – edizione tipica del graduale, che è un libro contenente i canti della Messa (musica e testi); nessuna delle edizioni post-conciliari è un’edizione tipica.[3]
- Antiphonale Romanum (1912) – edizione tipica dell'antifonario, che include i canti dell'ufficio delle ore (note e testi) per la parte diurna, escludendo quindi il mattutino.[6]

### Altri
- Ritus servandus in concelebratione missae (1965) – edizione tipica annunciata in concomitanza con la (re)introduzione della possibilità della concelebrazione e della santa comunione sotto le due specie eucaristiche nella liturgia romana.[7]